# 諾拉·艾妮詹德

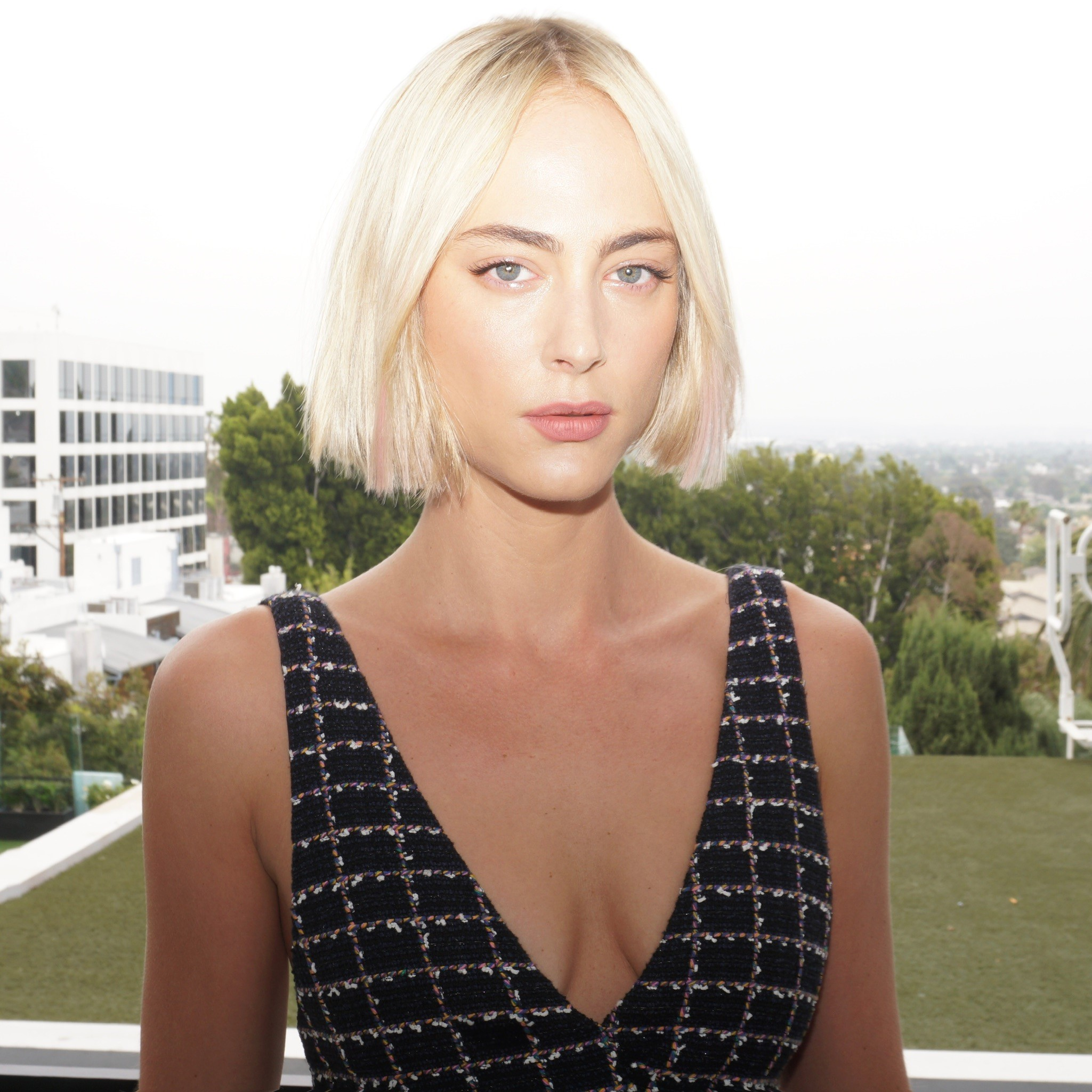
艾妮詹德於2021年

諾拉·艾妮詹德（法語：Nora Arnezeder，1989年5月8日—），法國女演員和歌手，知名於電影《放牛班快樂頌》（2008年）、《跨越世紀的情書》（2012年）、《今夕何夕》（2012年）、美國電影《狡兔計畫》（2012年）以及電視劇《困獸》（2015年至2016年）。

## 早年
諾拉·艾妮詹德出生於巴黎。她的父親沃爾夫岡·艾妮詹德（Wolfgang Arnezeder）是奧地利人和天主教徒，母親皮耶拉·希納西（Piera Schinasi）是埃及猶太人，含有塞法迪犹太人（義大利猶太人）的血統。高中時期，艾妮詹德在著名戲劇學校庫爾斯弗洛朗學習表演、舞蹈和唱歌。

## 外部連結
- 官方网站
- 諾拉·艾妮詹德在互联网电影资料库（IMDb）上的資料（英文）